# Hymn Włoch
Il Canto degli Italiani (pol. „Pieśń Włochów”) – hymn państwowy Włoch. Słowa napisał młody poeta włoski Goffredo Mameli, uczestnik walk o niepodległość Włoch w 1849 roku, który zmarł w wieku 22 lat w wyniku ran odniesionych na polu bitwy. Jest w kraju znany jako Inno di Mameli (pol. Hymn Mamelego) od autora tekstu lub Fratelli d'Italia (pol. Bracia Italii) po pierwszych słowach hymnu. 
Według legendy Goffredo Mameli napisał słowa pieśni w 1847 roku na prośbę gości podczas przyjęcia w domu konsula amerykańskiego. Zaimprowizowany tekst dokończył nocą w domu. Parę dni później, podczas pobytu w Turynie jego przyjaciel, Michele Novaro, autor wielu pieśni patriotycznych, w podobnych okolicznościach skomponował muzykę. Pierwszy raz utwór ten wykonano w 1847 roku w Genui podczas świętowania reform zapoczątkowanych przez króla Sardynii Karola Alberta Sabaudzkiego. Od razu zyskał on wielką popularność w całych Włoszech.
Niektórzy nazywają ten hymn włoską Marsylianką, ale w przeciwieństwie do hymnu francuskiego nie zrywa on z przeszłością, ale do niej nawiązuje, przywołując chwałę dawnych bitew.
Podobnie jak w hymnie polskim znajduje się nawiązanie do Włoch (z ziemi włoskiej do Polski), tak w końcowej części hymnu włoskiego fragment tekstu nawiązuje do ówczesnej politycznej sytuacji Polski pod zaborami: Già l'Aquila d'Austria le penne ha perdute, Il sangue d'Italia, Il sangue Polacco, beve, col cosacco (Już austriacki orzeł utracił swe pióra, krew włoską z krwią polską pił razem z Kozakiem).

## Tekst hymnu(z dosłownym przekładem)
Fratelli d'Italia
Fratelli d'Italia,

l'Italia s'è desta,

dell'elmo di Scipio

s'è cinta la testa.

Dov'è la Vittoria?

Le porga la chioma,

ché schiava di Roma

Iddio la creò.

Stringiamci a coorte,

siam pronti alla morte

Siam pronti alla morte,

l'Italia chiamò.

Noi siamo da secoli

calpesti, derisi,

perché non siam popolo,

perché siam divisi.

Raccolgaci un'unica

bandiera, una speme:

di fonderci insieme

già l'ora suonò.

Stringiamci a coorte,

siam pronti alla morte

Siam pronti alla morte,

l'Italia chiamò.

Uniamoci, amiamoci,

l'unione e l'amore

rivelano ai popoli

le vie del Signore.

Giuriamo far libero

il suolo natio:

uniti, per Dio,

chi vincer ci può?

Stringiamci a coorte,

siam pronti alla morte

Siam pronti alla morte,

l'Italia chiamò.

Dall'Alpi a Sicilia

Dovunque è Legnano,

Ogn'uom di Ferruccio

Ha il core, ha la mano,

I bimbi d'Italia

Si chiaman Balilla,

Il suon d'ogni squilla

I Vespri suonò.

Stringiamoci a coorte,

siam pronti alla morte

Siam pronti alla morte,

l'Italia chiamò.

Son giunchi che piegano

Le spade vendute:

Già l'Aquila d'Austria

Le penne ha perdute.

Il sangue d'Italia,

Il sangue Polacco,

Bevé, col cosacco,

Ma il cor le bruciò.

Stringiamci a coorte,

siam pronti alla morte

Siam pronti alla morte,

l'Italia chiamò.
Bracia Włosi
Bracia Italii,

Italia się budzi

Hełmem Scypiona

Zdobi swą głowę.

Gdzie jest Zwycięstwo?

Niech schyli swą głowę,

Gdyż niewolnicą Rzymu

Uczynił ją Bóg.

Zewrzyjmy szeregi,

Gotowi na śmierć,

Gotowi na śmierć,

Italia wezwała!

Od wieków byliśmy

Deptani, poniżani,

Gdyż nie jesteśmy narodem,

Gdyż jesteśmy podzieleni;

Zbierzmy się pod jedną

 Flagą i nadzieją:

Że się zjednoczymy,

Gdyż wybiła już godzina

Zewrzyjmy szeregi,

Gotowi na śmierć,

Gotowi na śmierć,

Italia wezwała!

Jednoczmy się, miłujmy się;

Jedność i miłość

Ujawniają ludziom

Drogi Pana;

Przysięgnijmy ocalić

Naszą ojczystą ziemię;

Zjednoczeni w imię Boga

Któż radę nam da?

Zewrzyjmy szeregi,

Gotowi na śmierć,

Gotowi na śmierć,

Italia wezwała!

Od Alp po Sycylię

Wszędzie jest Legnano,

Każdy człek ma serce

I dłoń jak Ferruccio.

I wszystkie dzieci Italii

Zwą się Balilla:

Dźwięk każdego dzwonu

Nieszpory oznajmiał

Zewrzyjmy szeregi,

Gotowi na śmierć,

Gotowi na śmierć,

Italia wezwała!

Najemne miecze

Jak cienkie trzciny:

Już Austriacki orzeł

Stracił swe pióra.

Krew włoską,

Wraz z krwią polską

Pił wraz z Kozakiem

Lecz wypaliła mu serce.

Zewrzyjmy szeregi,

Gotowi na śmierć,

Gotowi na śmierć,

Italia wezwała!